# Дыня
Ды́ня (лат. Cucumis melo) — растение семейства Тыквенные (Cucurbitaceae), вид рода Огурец (Cucumis), бахчевая культура.
Родиной дыни считается Средняя Азия и Малая Азия. Дыня — тепло- и светолюбивое растение, устойчивое к засолению почвы и засухе, плохо переносит повышенную влажность воздуха. На одном растении в зависимости от сорта и места возделывания может сформироваться от двух до восьми плодов, массой от 1,5 до 10 кг. Плод дыни — тыквина — имеет шаровидную или цилиндрическую форму, зелёной, жёлтой, коричневой или белой окраски, как правило с зелёными полосками. Период вызревания — от двух до шести месяцев.

## Ботаническое описание

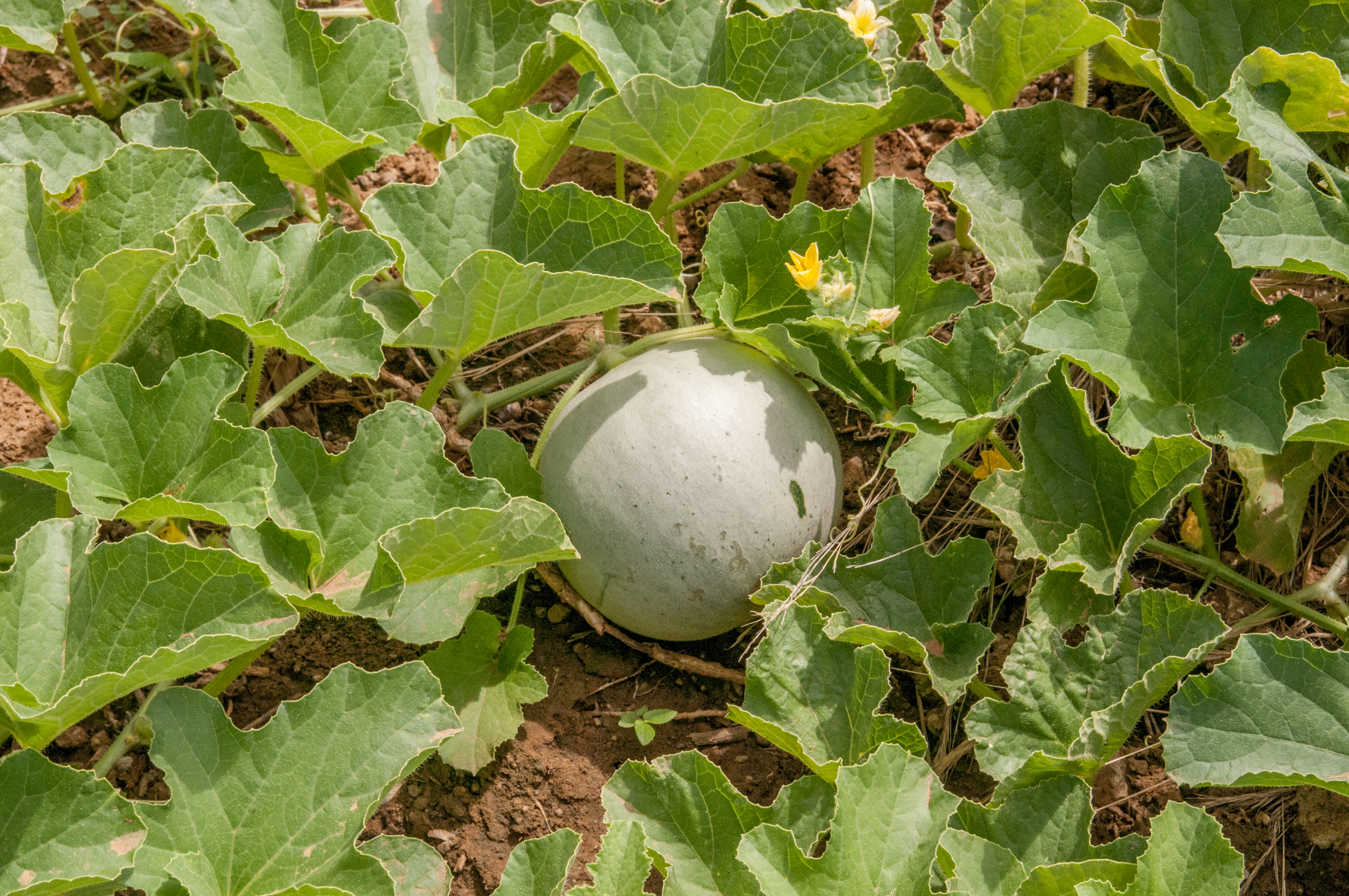
Общий вид плодоносящего растения

Дыня обыкновенная — однолетнее травянистое растение со стелющимися округло-гранёными стеблями, снабжёнными усиками.
Листья крупные, очередные, без прилистников, округло-яйцевидные или пальчато-лопастные, на длинных черешках.
Цветки обоеполые, бледно-жёлтые. Встречаются растения с мужскими цветками или и с теми и другими. Околоцветник двойной, 5-членный (чашечка и венчик — 5-лопастные). Несколько тычиночных цветков находятся в пазухах листьев, в них 5 тычинок. Пестичные цветки — одиночные, на коротких цветоножках. Завязь нижняя, из 3 сросшихся плодолистиков.

## Этимология русского названия
Обычно объясняется как «надутый, раздувшийся плод»; от слова «дуть».

## История
Среди учёных ведутся споры о том, относится ли абаттиах в Библии (Чис. 11:5) к дыне или арбузу. Оба растения были известны в Древнем Египте и других населённых пунктах. Некоторые ботаники считают, что дыни родом из Леванта и Египта, в то время как другие относят их происхождение к Персии, Индии или Средней Азии, поэтому происхождение неясно.

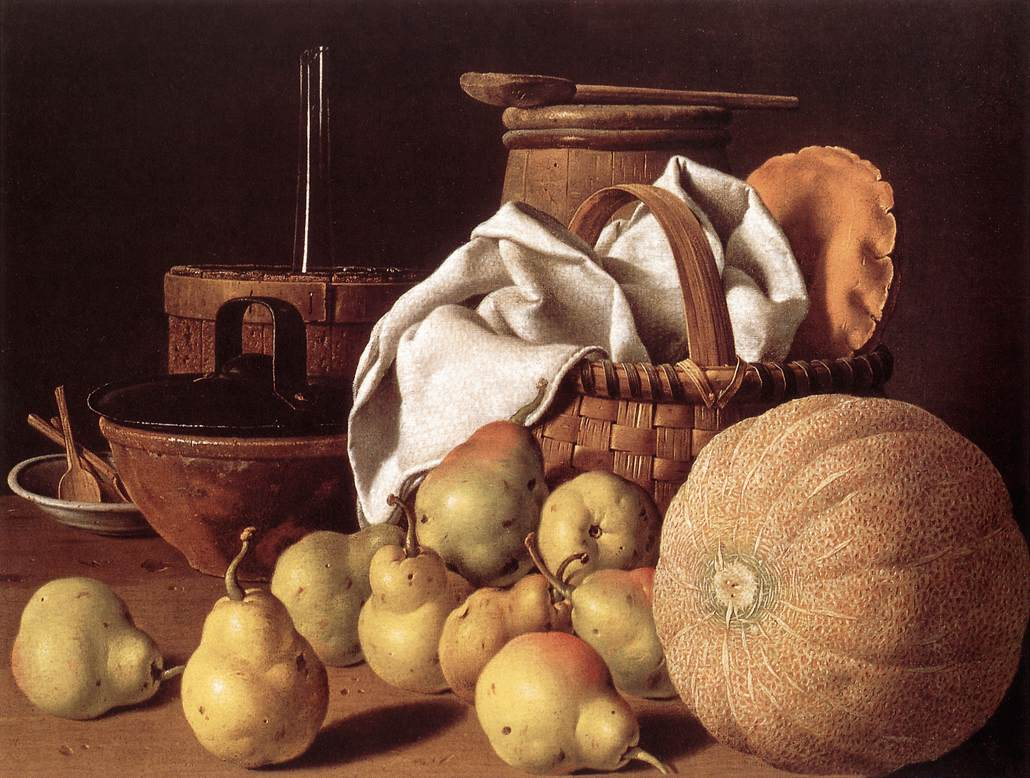
Л. Мелендес. Натюрморт с грушами и дыней. Около 1770 года. Музей изящных искусств (Бостон)

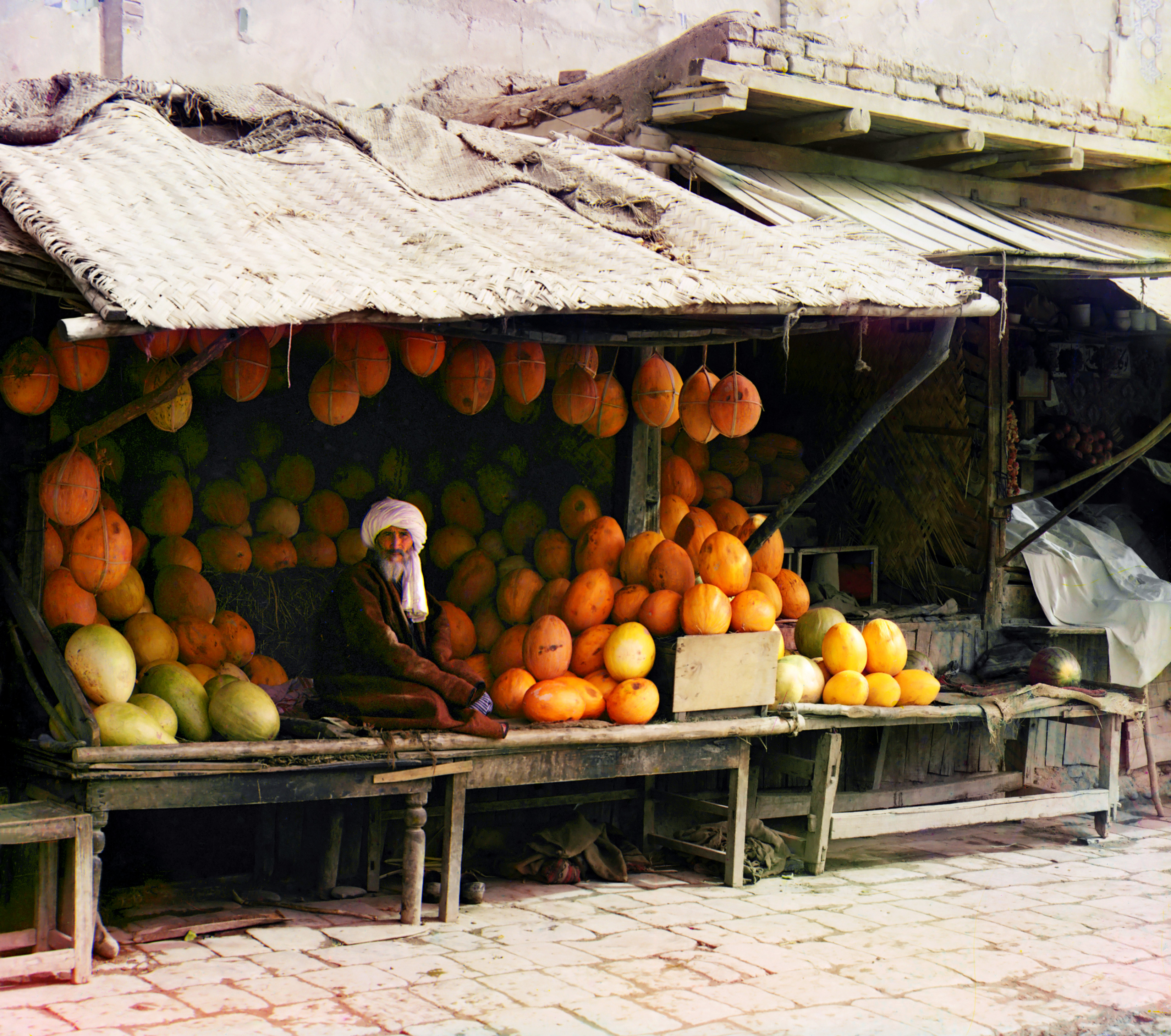
Торговец дынями. Самарканд, около 1915 года. Фотография С. М. Прокудина-Горского

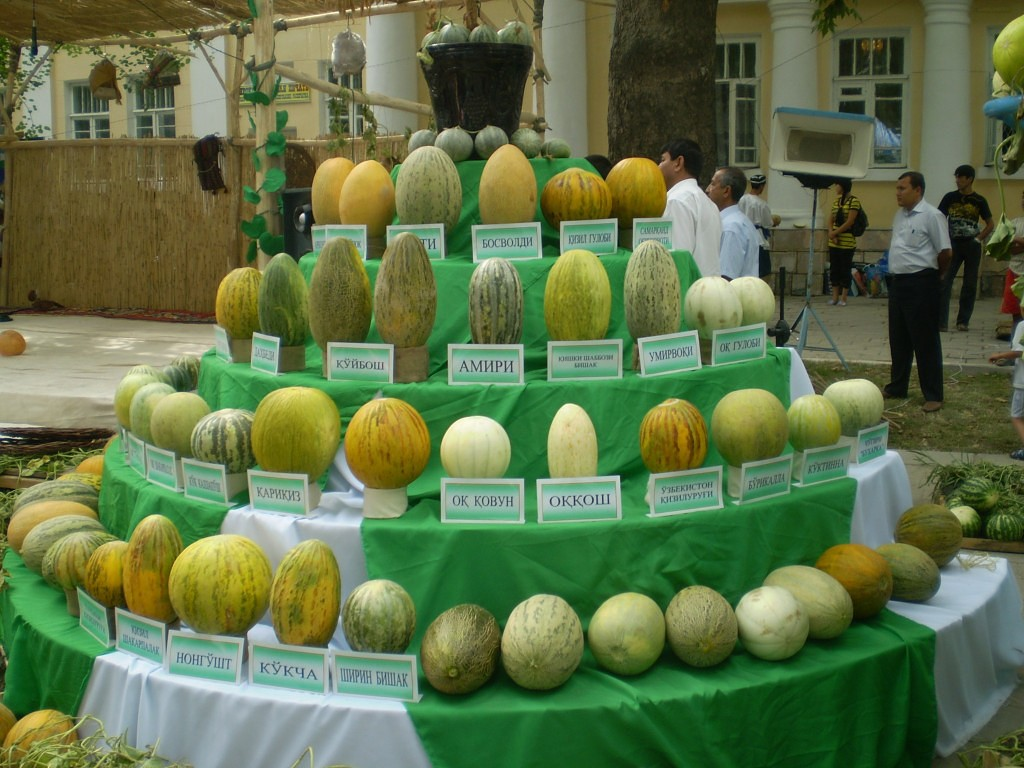
Выставка дынь в Самарканде

Дикорастущая дыня в настоящее время практически не встречается. Культурные формы получены путём отбора из азиатских сорно-полевых видов, которые сохранились и поныне. Окультуривание произошло предположительно в Северной Индии и в прилежащих к ней районах Ирана и Средней Азии за много веков до н. э. Постепенно культурная дыня стала распространяться в соседние районы как на запад — в Среднюю и Малую Азию, так и на восток до Китая. Известно, что её выращивали в Древнем Египте.
В Европе дыню узнали в Средние века. В XVI веке она начинает активно возделываться во Франции, в Провансе. Тогда и появился один из знаменитейших сортов — канталупа, получивший своё название от загородной резиденции римских пап.
В Россию, в Нижнее Поволжье, дыню завезли из Средней Азии в XV—XVI столетии. По другой версии, в XVII веке их доставляли в Архангельск из Англии, где дыни выращивали в парниках. Вскоре и в Москве были построены аналогичные парники. При Петре I в них получали крупные и вкусные дыни.
О выращивании дынь в Москве в XVI веке сообщают С.Герберштейн и Дж. Флетчер, в 1606 году Жак Маржерет описывает московские «крупные дыни, лучшие, чем я ел в других местах». При царе Алексее Михайловиче дыню и арбуз выращивали в теплицах даже под Москвой — в Измайлово (сейчас это городской район), но в дальнейшем разведение бахчевых культур в закрытом грунте практиковалось очень редко.
В середине XIX века венгерский путешественник и этнограф Арминий Вамбери отмечал в своих записках: «Для дыни у Хивы нет соперников ни в Азии, ни во всём остальном мире. Европейцы не могут составить себе представления о сладком ароматном вкусе этого дивного плода, а с хлебом он представляет чудеснейшую пищу…»
В Туркменистане каждый год во второе воскресенье августа официально отмечается «День туркменской дыни». По всей стране проходят конференции учёных-бахчеводов, художественные выставки, ярмарки, концерты и театрализованные представления. В Русских православных церквях Туркменистана проходят молебны на освящение плодов нового урожая дыни.

## Синонимы
По данным The Plant List в синонимию вида Cucumis melo L. входят следующие названия:
- Bryonia callosa Wall.
- Cucumis acidus Jacq.
- Cucumis agrestis (Naudin) Greb.
- Cucumis agrestis subsp. figari (Pangalo) Greb.
- Cucumis alba Nakai
- Cucumis alba var. flavescens Nakai
- Cucumis ambigua Fenzl ex Hook.f.
- Cucumis arenarius Schumach. & Thonn.
- Cucumis aromaticus Royle
- Cucumis aspera Sol. ex G. Forst.
- Cucumis bardana Fenzl ex Naudin
- Cucumis bisexualis A.M.Lu & G.C.Wang
- Cucumis bucharicus Hort. ex Steud.
- Cucumis callosus (Rottler) Cogn.
- Cucumis campechianus Kunth
- Cucumis cantalou Hort. ex Steud.
- Cucumis cantalupensis Haberle ex M.Roem.
- Cucumis cantalupo Rchb.
- Cucumis chate Hasselq.
- Cucumis chate L.
- Cucumis chinensis (Pangalo) Pangalo
- Cucumis chito C.Morren
- Cucumis cicatrisatus Stocks
- Cucumis cognata Fenzl ex Hook.f.
- Cucumis conomon Thunb.
- Cucumis conomon var. koreana Nakai
- Cucumis conomon var. rugosa Nakai
- Cucumis cubensis Schrad.
- Cucumis cubensis var. costatus M.Roem.
- Cucumis deliciosus Salisb. [Illegitimate]
- Cucumis dudaim L.
- Cucumis eriocarpus Boiss. & Noë
- Cucumis erivanicus Steud.
- Cucumis eumelo Pangalo
- Cucumis eumelo subsp. adana Pangalo
- Cucumis eumelo subsp. ameri Pangalo
- Cucumis eumelo subsp. cantalupa Pangalo
- Cucumis eumelo subsp. cassaba Pangalo
- Cucumis eumelo subsp. chandaljac Pangalo
- Cucumis eumelo subsp. zard Pangalo
- Cucumis flexuosus L.
- Cucumis flexuosus var. adzhur Pangalo
- Cucumis flexuosus var. curvato-albus Pangalo
- Cucumis flexuosus var. curvato-aurantiacus Pangalo
- Cucumis flexuosus var. curvato-viridis Pangalo
- Cucumis flexuosus var. recto-albus Pangalo
- Cucumis flexuosus var. recto-auranticus Pangalo
- Cucumis flexuosus var. recto-viridis Pangalo
- Cucumis flexuosus var. reflexus Ser.
- Cucumis flexuosus var. terra Pangalo
- Cucumis jamaicensis Bertero ex Spreng.
- Cucumis jucunda F.Muell.
- Cucumis laevigatus Chiov.
- Cucumis maculatus Willd.
- Cucumis maltensis Ser. ex Steud.
- Cucumis melo var. acidulus Naudin
- Cucumis melo var. adana Pangalo
- Cucumis melo subsp. adana Pangalo
- Cucumis melo var. adress Pangalo
- Cucumis melo var. aegyptiacus (Sickenb.) Hassib
- Cucumis melo var. aestivales (Alef.) Filov
- Cucumis melo var. aethiopicus Naudin
- Cucumis melo f. agrestis (Naudin) W.J.de Wilde & Duyfjes
- Cucumis melo var. agrestis Naudin
- Cucumis melo subsp. agrestis (Naudin) Pangalo
- Cucumis melo subsp. agrestis (Naudin) Greb.
- Cucumis melo var. albida Makino
- Cucumis melo var. albidus (Alef.) Makino
- Cucumis melo f. albidus (Alef.) Kitam.
- Cucumis melo var. alboviridis Pangalo
- Cucumis melo f. albus Makino
- Cucumis melo var. ameri Gabaev
- Cucumis melo var. ananas-i-chair-verte Hassib
- Cucumis melo var. anatolicus Naudin
- Cucumis melo var. arundel Hassib
- Cucumis melo var. atab Hassib
- Cucumis melo var. aurantiacus (Harz) Pangalo
- Cucumis melo var. autumnales Filov
- Cucumis melo var. azmirli Hassib
- Cucumis melo var. baqubensis Chakrav.
- Cucumis melo var. beida Hassib
- Cucumis melo var. bitariana (Sickenb.) Hassib
- Cucumis melo var. bos-valdy Suzuki
- Cucumis melo var. buharici Filov
- Cucumis melo var. bullock Hassib
- Cucumis melo var. burrells-gem Hassib
- Cucumis melo var. cantalupa Pangalo ex Gabaiev
- Cucumis melo var. cantalupensis Naudin
- Cucumis melo var. cantalupo Ser.
- Cucumis melo var. cantonianus Naudin
- Cucumis melo var. casaba Pangalo
- Cucumis melo var. chandaliak Gabaiev
- Cucumis melo var. chandlkak (Pangalo) Filov
- Cucumis melo var. chandulak (Pangalo) Greb. in Suzuki
- Cucumis melo subsp. chate (Hasselq.) Hassib
- Cucumis melo var. chate (Hasselq.) Sageret
- Cucumis melo subsp. chinensis (Pangalo) Filov
- Cucumis melo subsp. chinensis (Pangalo) Pangalo
- Cucumis melo var. chinensis (Pangalo) Pangalo
- Cucumis melo var. chito (Morren) Naudin
- Cucumis melo var. conomon (Thunb.) Makino
- Cucumis melo subsp. conomon (Thunb.) Greb.
- Cucumis melo var. cossonianus Naudin
- Cucumis melo var. cucurbitaceus Chakrav.
- Cucumis melo var. cultus Kurz
- Cucumis melo subsp. cultus (Kurz) Pangalo
- Cucumis melo f. depressus Chakrav.
- Cucumis melo f. dissectifolius Pangalo
- Cucumis melo var. dudaim (L.) Naudin
- Cucumis melo subsp. dudaim (L.) Greb.
- Cucumis melo f. dulcis Pangalo
- Cucumis melo var. dumeri Hassib
- Cucumis melo var. duripulposus Filov
- Cucumis melo var. elongata (Sickenb.) Hassib
- Cucumis melo var. erythraeus Naudin
- Cucumis melo subsp. europaeus Filov
- Cucumis melo var. firany Hassib
- Cucumis melo var. flava Makino
- Cucumis melo f. flavus (Makino) Kitam.
- Cucumis melo var. flavus Pangalo
- Cucumis melo subsp. flexuosus (L.) Filov
- Cucumis melo subsp. flexuosus (L.) Pangalo
- Cucumis melo subsp. flexuosus (L.) Greb.
- Cucumis melo var. flexuosus (L.) Naudin
- Cucumis melo var. fraiduni Chakrav.
- Cucumis melo var. fucharici Suzuki
- Cucumis melo var. gem-rocky Hassib
- Cucumis melo f. ginmakua Kitam.
- Cucumis melo var. golobcresdael Suzuki
- Cucumis melo var. gourbek Filov
- Cucumis melo var. gracilior Pangalo
- Cucumis melo f. grandifolius Pangalo
- Cucumis melo var. hafednafse Chakrav.
- Cucumis melo f. hamikua Kitam.
- Cucumis melo var. hasanbey Pangalo
- Cucumis melo var. hibernus Filov
- Cucumis melo var. hiemalis Filov
- Cucumis melo var. hime Makino
- Cucumis melo var. honey-dew Hassib
- Cucumis melo var. indica Suzuki
- Cucumis melo var. inodorus H. Jacq.
- Cucumis melo var. khadra Hassib
- Cucumis melo f. kikumelon Kitam.
- Cucumis melo var. kirukensis Chakrav.
- Cucumis melo f. longus Chakrav.
- Cucumis melo var. longus Chakrav.
- Cucumis melo var. macro-castanus Pangalo
- Cucumis melo var. macro-leucus Pangalo
- Cucumis melo var. macro-pyrochrus Pangalo
- Cucumis melo var. maculatus Naudin
- Cucumis melo f. major Chakrav.
- Cucumis melo var. major Chakrav.
- Cucumis melo var. makuwa Makino
- Cucumis melo var. maltensis Ser.
- Cucumis melo var. mansouri Hassib
- Cucumis melo var. mehanawy Hassib
- Cucumis melo var. micro-castanus Pangalo
- Cucumis melo var. micro-leucus Pangalo
- Cucumis melo var. micro-pyrochrus Pangalo
- Cucumis melo var. microcarpus Alef
- Cucumis melo subsp. microcarpus (Alef.) Pangalo
- Cucumis melo var. microcarpus (Alef.) Pangalo
- Cucumis melo var. microspermus Nakai ex Kitam.
- Cucumis melo var. minimus Chakrav.
- Cucumis melo f. minor Chakrav.
- Cucumis melo var. minutissimus Naudin
- Cucumis melo var. momordica (Roxb.) Duthie & Fuller
- Cucumis melo var. momordica (Roxb.) Cogn.
- Cucumis melo var. monoclinus (Pangalo) Filov
- Cucumis melo var. oblongus Chakrav.
- Cucumis melo subsp. orientale Sageret ex Filov
- Cucumis melo var. ovatus Chakrav.
- Cucumis melo var. persicodorus Seiz.
- Cucumis melo var. praecantalupa Pangalo
- Cucumis melo var. praecox Filov
- Cucumis melo subsp. pubescens (Willd.) Hassib
- Cucumis melo var. pubescens (Willd.) Kurz
- Cucumis melo var. reticulatus Naudin
- Cucumis melo var. reticulatus Chakrav.
- Cucumis melo var. reticulatus Ser.
- Cucumis melo subsp. rigidus (Pangalo) Filov
- Cucumis melo var. rigidus Pangalo
- Cucumis melo f. rotundatus Chakrav.
- Cucumis melo var. rotundus Chakrav.
- Cucumis melo f. rugosus Nakai ex Kitam.
- Cucumis melo var. rugosus Chakrav.
- Cucumis melo var. saccharinus H. Jacq.
- Cucumis melo var. saharunporensis Naudin
- Cucumis melo var. saidi Hassib
- Cucumis melo var. samarrensis Chakrav.
- Cucumis melo var. santawi Hassib
- Cucumis melo var. senani Hassib
- Cucumis melo var. shahd Hassib
- Cucumis melo var. shammam Saidi
- Cucumis melo var. shauki Chakrav.
- Cucumis melo var. shimmam Chakrav.
- Cucumis melo f. showamelon Kitam.
- Cucumis melo subsp. spontaneum Filov
- Cucumis melo var. striata (Sickenb.) Hassib
- Cucumis melo var. suavis Chakrav.
- Cucumis melo var. tamago Makino
- Cucumis melo var. tarra Filov
- Cucumis melo var. texanus Naudin
- Cucumis melo var. tuzensis Chakrav.
- Cucumis melo f. typicus Pangalo
- Cucumis melo var. utilissimus (Roxb.) Duthie & Fuller
- Cucumis melo var. vard Gabaiev
- Cucumis melo f. variegatus Makino
- Cucumis melo var. variegatus Pangalo
- Cucumis melo var. varigatus Chakrav.
- Cucumis melo var. vaughans-original-osage Hassib
- Cucumis melo var. virgatus Chakrav.
- Cucumis melo f. viridis Makino
- Cucumis melo var. viridis Pangalo
- Cucumis melo var. vulgaris H. Jacq.
- Cucumis melo subsp. vulgaris (H. Jacq.) Pangalo
- Cucumis melo var. zaami Suzuki
- Cucumis melo var. zard Gabaiev
- Cucumis melo var. zebrino-aurantiacus Pangalo
- Cucumis melo var. zebrino-luteus Pangalo
- Cucumis melo var. zhukovskyi Pangalo
- Cucumis melo var. zhukowskii (Pangalo) Filov
- Cucumis microcarpus (Alef.) Pangalo
- Cucumis microsperma Nakai
- Cucumis microsperma var. koreana Nakai
- Cucumis microsperma var. rugosa Nakai
- Cucumis microspermus Nakai
- Cucumis momordica Roxb.
- Cucumis moschatus Gray [Illegitimate]
- Cucumis odoratissimus Moench [Illegitimate]
- Cucumis odoratissimus W.M.Carp. & Riddell
- Cucumis officinarum-melo Crantz
- Cucumis orientalis Kudr.
- Cucumis pancherianus Naudin
- Cucumis pedatifidus Schrad.
- Cucumis persicodorus Seitz
- Cucumis persicus (Sarg.) M.Roem.
- Cucumis picrocarpus F.Muell.
- Cucumis pictus Jacq.
- Cucumis princeps Wender.
- Cucumis pseudocolocynthis Wender.
- Cucumis pseudocolocynthis Royle
- Cucumis pubescens Willd.
- Cucumis pyriformis Roxb. ex Wight & Arn.
- Cucumis reflexus Zeyh. ex Ser.
- Cucumis reginae Schrad.
- Cucumis reticulatus Hort. ex Steud.
- Cucumis saccharinus Hort. ex Steud.
- Cucumis schraderianus M.Roem.
- Cucumis serotinus Haberle ex Seitz
- Cucumis trigonus Roxb.
- Cucumis turbinatus Roxb.
- Cucumis umbilicatus Salisb.
- Cucumis utilissimus Roxb.
- Cucumis verrucosus Hort. ex Steud.
- Cucumis villosus Boiss. & Noë
- Cucumis viridis Hort. ex Steud.
- Cucurbita aspera Sol. ex G.Forst.
- Ecballium lambertianum M.Roem.
- Melo adana Pangalo
- Melo adzhur Pangalo
- Melo agrestis (Naudin) Pangalo
- Melo ×ambiguua Pangalo
- Melo ameri Pangalo
- Melo cantalupensis (Naudin) Pangalo
- Melo cassaba Pangalo
- Melo chandalak Pangalo
- Melo chate Sageret ex M. Roem.
- Melo chate Sageret
- Melo chinensis Pangalo
- Melo conomon Pangalo
- Melo dudaim (L.) Sageret
- Melo figari Pangalo
- Melo flexuosus Sageret
- Melo flexuosus (L.) Pangalo
- Melo flexuosus Sageret ex M. Roem.
- Melo microcarpus (Alef.) Pangalo
- Melo monoclinus Pangalo
- Melo orientalis (Kudr.) Nabiev
- Melo persicus Sageret
- Melo sativus Sageret
- Melo vulgaris Moench ex Cogn.
- Melo zard Pangalo
- Momordica lambertiana Ser.
- Momordica sativa Roxb. ex Wight & Arn.
- Pepo melopepo Moench
- Pepo verrucosus Moench

## Применение
В основном дыня употребляется в пищу в сыром виде, порезанная ломтиками, с удалением кожуры. Дыню также вялят, сушат, перерабатывают в дынный мёд, повидло, цукаты.
Дыня содержит сахар, витамины А (каротин), С (аскорбиновую кислоту) и P, фолиевую кислоту, жиры, соли железа, калия, натрия, клетчатку. Дыня хорошо утоляет жажду.

## Разновидности

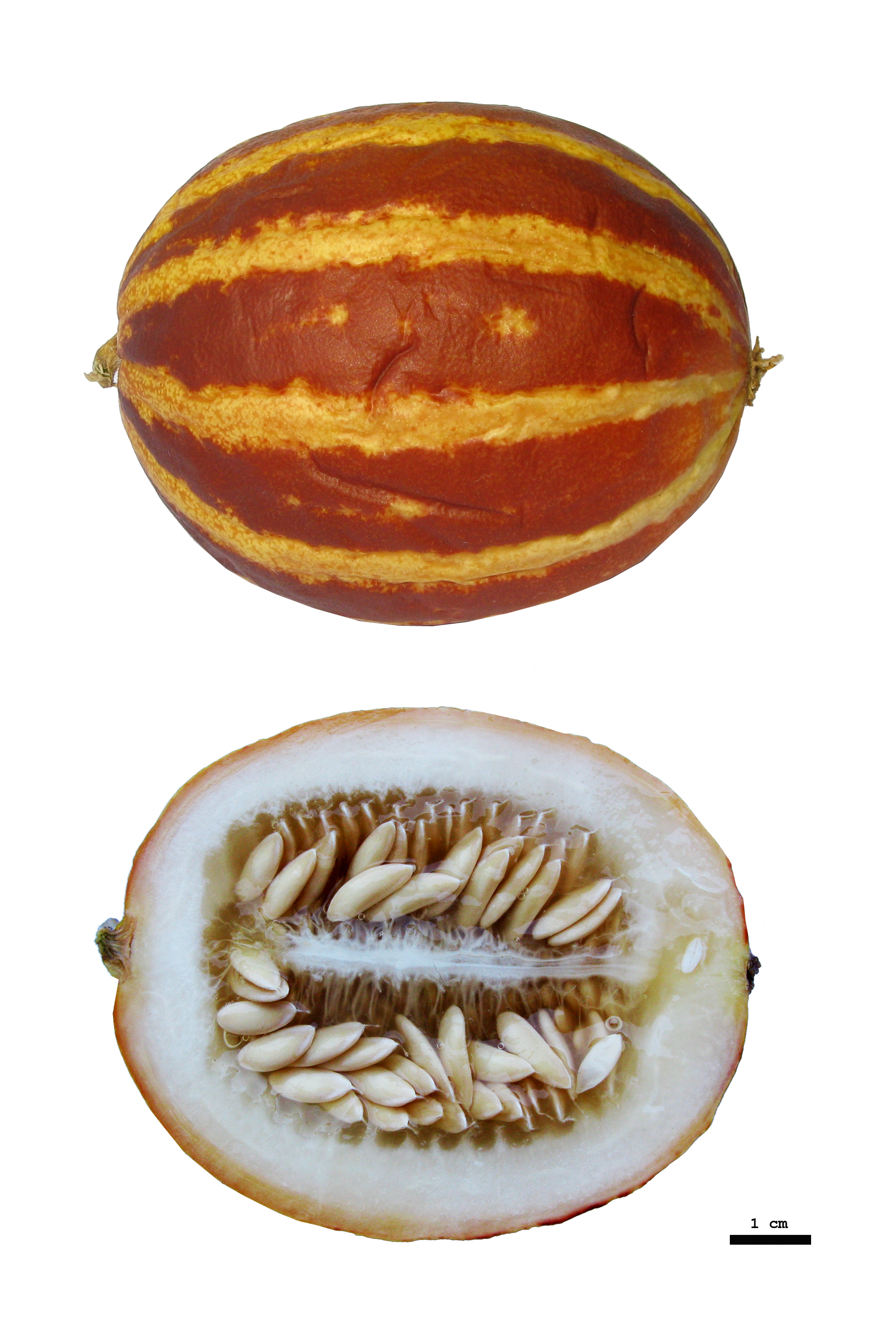
Плод дыни сорта «Queen Anne’s Pocket». Сорт характеризуется мелкими плодами размером около 8 см и массой до 600 грамм и высокой урожайностью — до 30 плодов на одном растении.

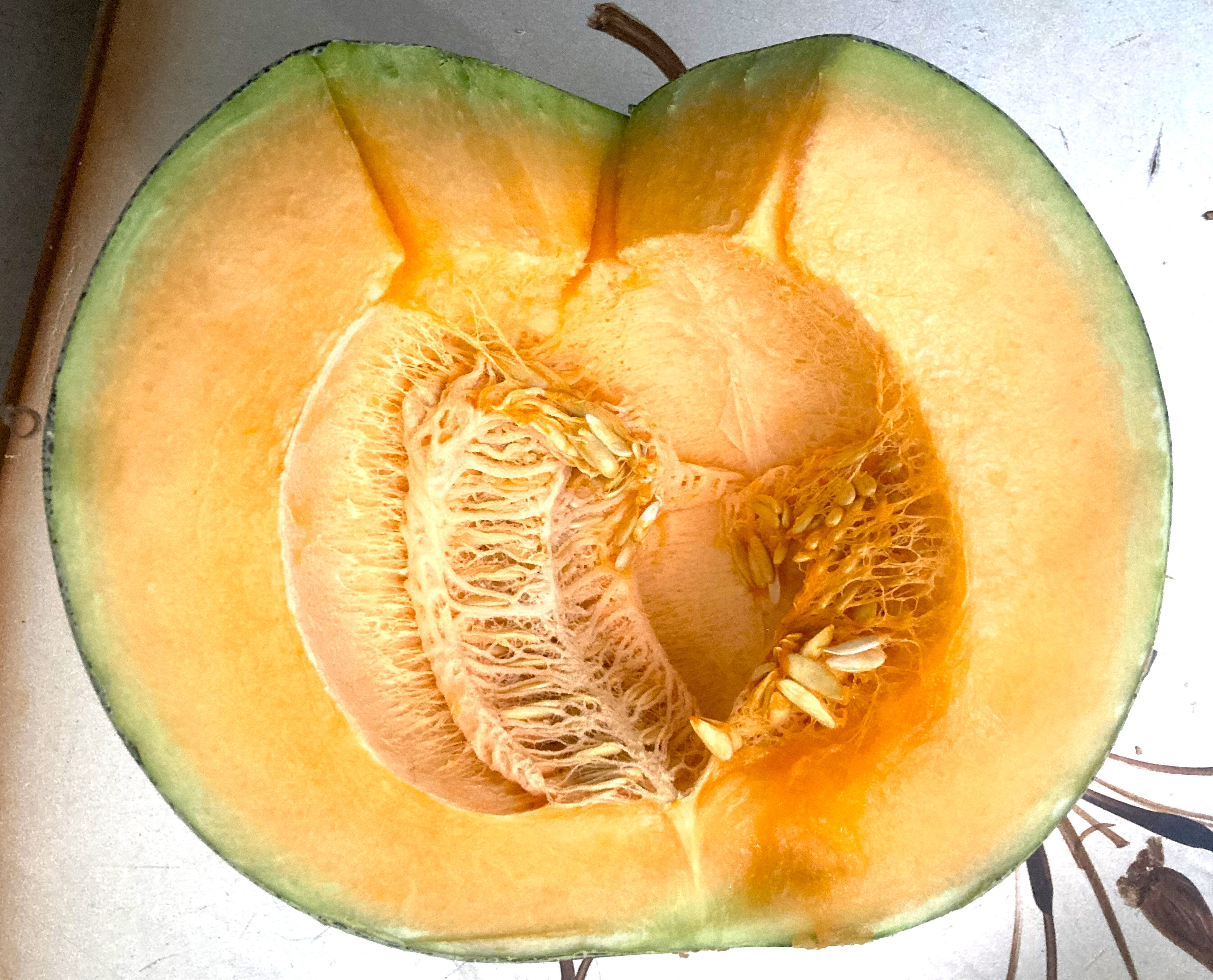
Один из туркменских сортов дыни — «гурбек»

Существует большое количество разнообразных подвидов и форм дыни, возникших в различных регионах в разное время, которые традиционно культивируются в отдельных сельскохозяйственных районах.
- Cucumis melo subsp. agrestis — дикая дыня
- Cucumis melo subsp. melo
- Cucumis melo subsp. melo var. cantalupensis — Канталупа
- Cucumis melo subsp. melo var. chito — Orange melon
- Cucumis melo subsp. melo var. conomon — Дынный огурец, или Огуречная дыня[11]
- Cucumis melo subsp. melo var. flexuosus — Дыня змеевидная
- Cucumis melo subsp. melo var. inodorus — Кассаба (Casaba) и Медовая (Honeydew)
- Cucumis melo subsp. melo var. mirza — Дыня торпеда/мирза
- Cucumis melo subsp. melo var. momordica — Snap melon
- Cucumis melo subsp. melo var. texanus